# Magistralinis kelias A14

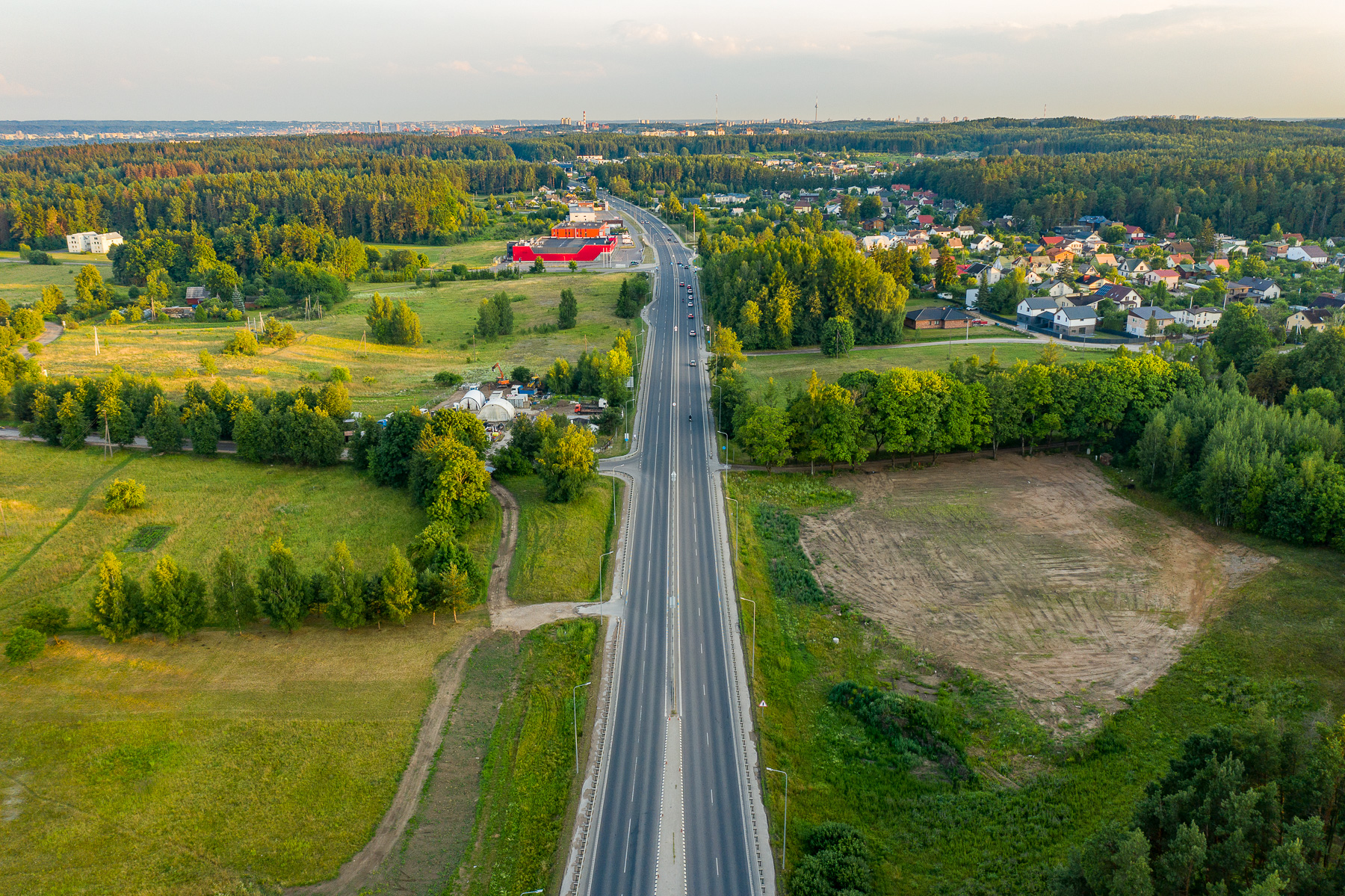

La Magistralinis kelias A14 è una strada maestra della Lituania. Collega la capitale Vilnius alla città di Utena. La lunghezza della strada è di 95,60 km.

## Descrizione

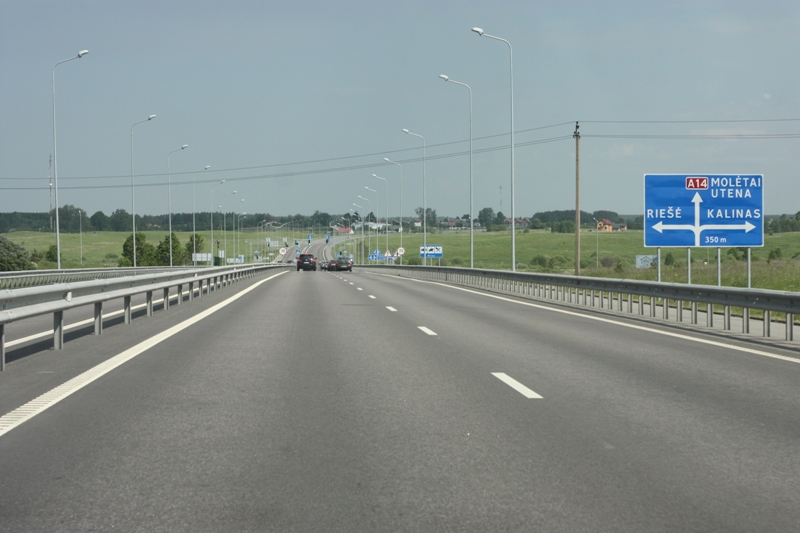
Sezione a doppia corsia per carreggiata a Vilnius

La strada attraversa la regione storica dell’Aukštaitija orientale. Una sezione a doppia corsia per carreggiata è stata costruita subito a nord di Vilnius con anche segnaletica semaforica. Nel 2018 è stata poi prevista la costruzione di un’ulteriore sezione di 5 km con tanto di rotatorie a scorrimento veloce tra l’incrocio con la statale 108 e i chilometri immediatamente successivi.